# ماتياس كلوتز
ماتياس كلوتز (بالألمانية: Matthias Klotz)‏ هو صانع آلة موسيقية ‏ ألماني، ولد في 1653 في ميتنفالد في ألمانيا، وتوفي بنفس المكان في 16 أغسطس 1743.